# Сент-Мэрис (река)
Сент-Мэрис (англ. Saint Marys River) — река в Северной Америке, формирует часть государственной границы между провинцией Онтарио в Канаде и штатом Мичиган в США.

## География

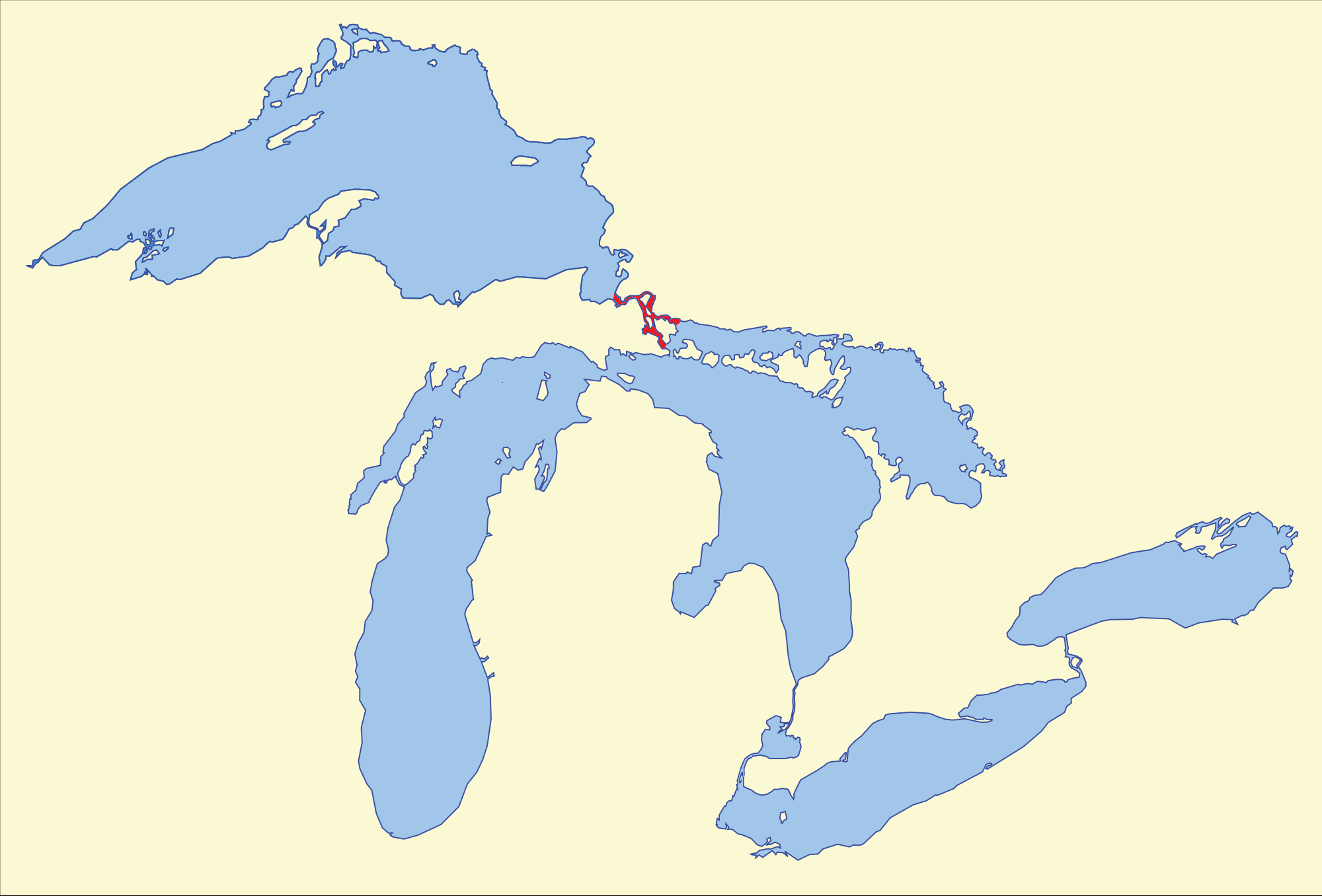
Река Сент-Мэрис на карте Великих озёр

Река берёт начало в бухте Уайтфиш у юго-восточной оконечности озера Верхнее, течёт в общем юго-восточном направлении, впадает в пролив Норт-Чаннел озера Гурон двумя рукавами, один из которых омывает остров Сент-Джозеф с севера, а другой — с юго-запада. На реке множество островов, самыми крупными из которых являются Драммонд, Сент-Джозеф, Уайтфиш, Шугар, Нибиш.
Сент-Мэрис является частью судоходного пути по Великим озёрам, в обход порогов построены каналы с шлюзами. Длина реки составляет 120 км, а площадь бассейна равна 210 тысяч км². Средний расход воды — 2135 м³/с. Высота истока — 183 м над уровнем моря. Высота устья — 174 м над уровнем моря.
Река, по которой проходит канадско-американская граница, делит ранее единый город Су-Сент-Мари на американскую (Мичиган) и канадскую (Онтарио) части.

### Притоки
Левые (Канада) притоки: Гарден, Бар, Форт-Крик, Рут, Литл-Карп, Биг-Карп, Эчо, Десбаратс и Ту-Три.
Правые (США) притоки: Гогомейн, Манасконг, Литл-Манасконг, Шарлотта и Уэйска.

## Природа
Долина реки находится в экорегионе Лаврентийских смешанных лесов. Типичными хвойными деревьями, представленными в долине реки являются: ель чёрная, ель белая, пихта бальзамическая, сосна красная и белая. К типичным лиственным породам относятся берёза, тополь и клён. Такие виды деревьев, как бук, ясень, липа и конский каштан растут здесь близ северной границы распространения.
Исторически сложилось, что пороги на реке Сент-Мэрис были одним из самых продуктивных мест обитания для рыб на континенте: американский сиг был доминирующим видом, но щука, озёрный голец-кристивомер и озёрный осётр водились в изобилии. Лосося и микижу лишь недавно начали здесь разводить для спортивного рыболовства. Чтобы сохранить промысел, введённая в 1960-х годах программа по контролю популяции морской миноги все ещё действует.
86 видов птиц встречаются вдоль берегов реки, к ним относятся береговые и водоплавающие птицы, а также такие хищники, как скопа, ястреб и белоголовый орлан.

## Исторические сведения
Стратегическое значение реки было хорошо известно местным индейцам задолго до 1622 года, когда Этьен Брюле первым из европейцев проплыл по этой реке. Самуэль де Шамплейн обозначил порог на реке на своей карте 1632 года. Иезуитская миссия была основана на берегу реки в 1668 году, но была заброшена в 1698 году из-за ирокезских войн. Две первые французские торговые фактории были основаны в 1689 году. Северо-Западная компания обосновалась здесь в 1783 году и уже в 1798 году построила первый канал вокруг порогов. Канал был разрушен американскими войсками во время англо-американской войны 1812 года. На сегодняшний день существует 4 шлюза на американской стороне реки, которые обслуживаются инженерным корпусом армии США, и меньший шлюз на канадской стороне, который является частью исторического памятника Канал Су-Сент-Мари. Шлюзы и река представляют собой одну из самых оживлённых систем каналов в мире, несмотря на то, что река замерзает зимой на 5 месяцев. Через реку в 1963 году построен международный мост, соединяющий города-побратимы Су-Сент-Мари.
В 2000 году река включена в список охраняемых рек Канады.

## Галерея

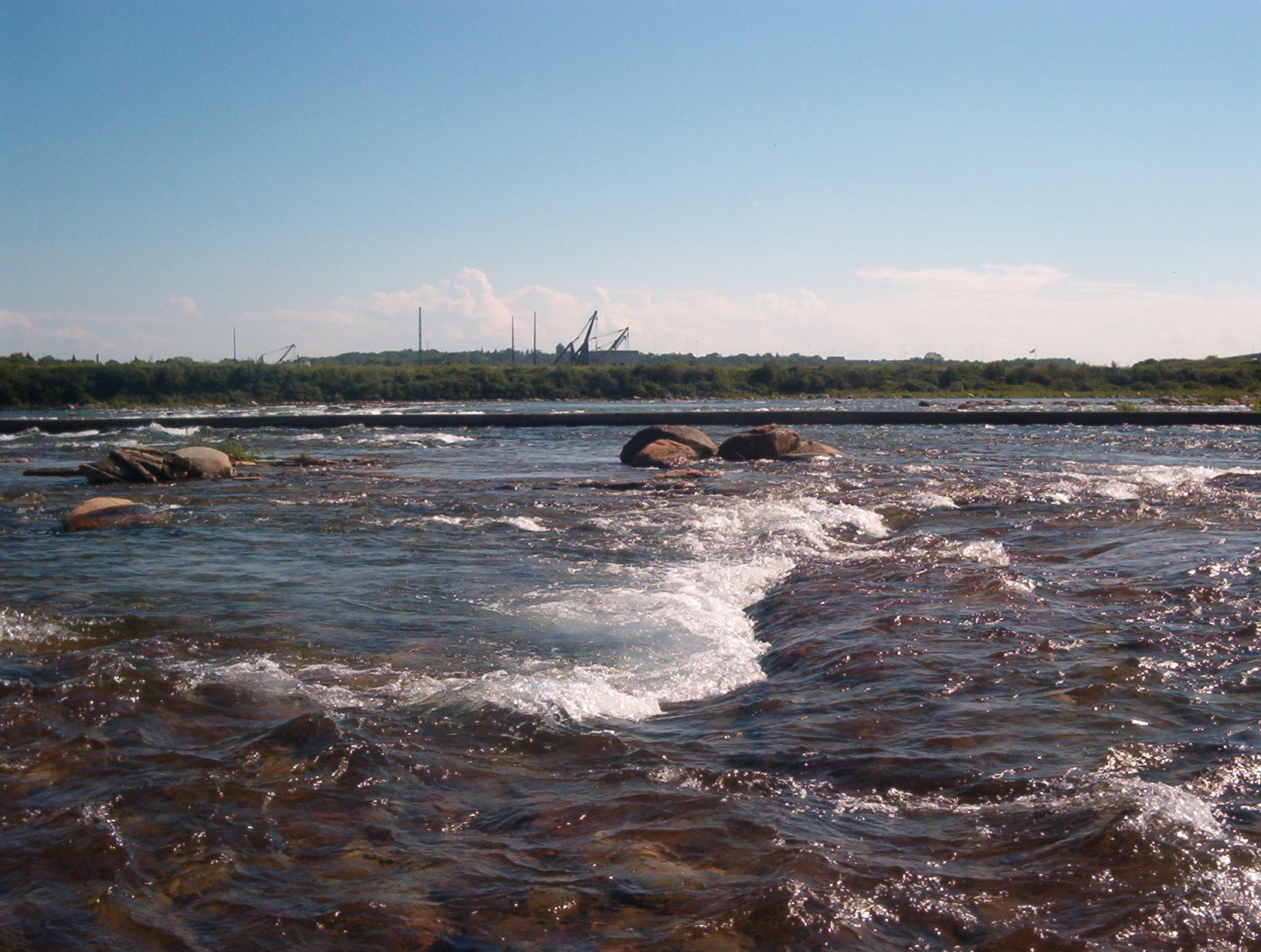
Пороги на реке Сент-Мэрис
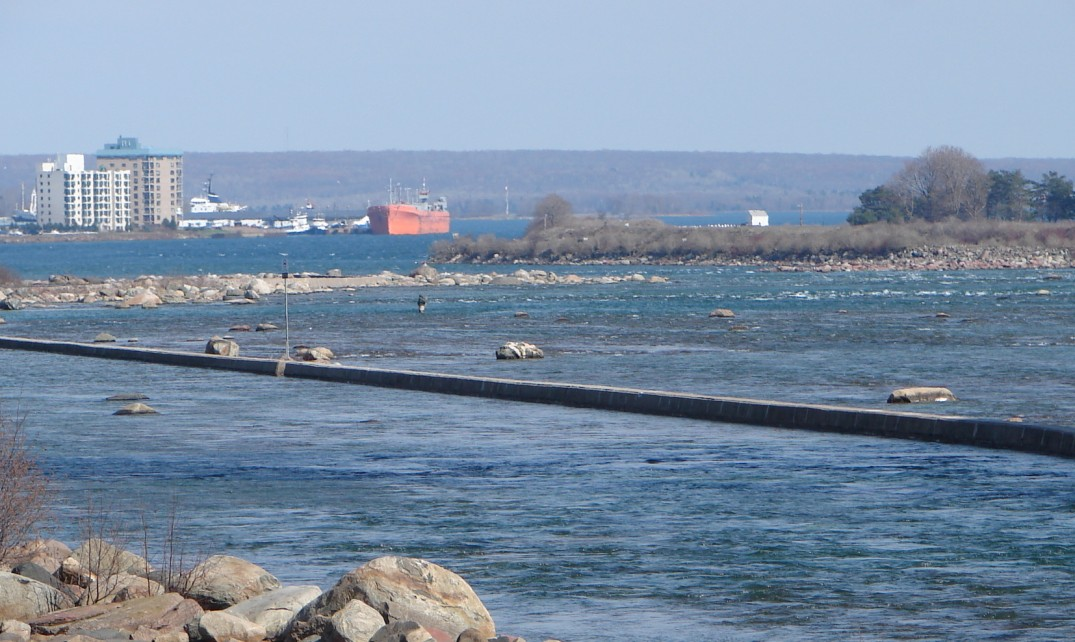
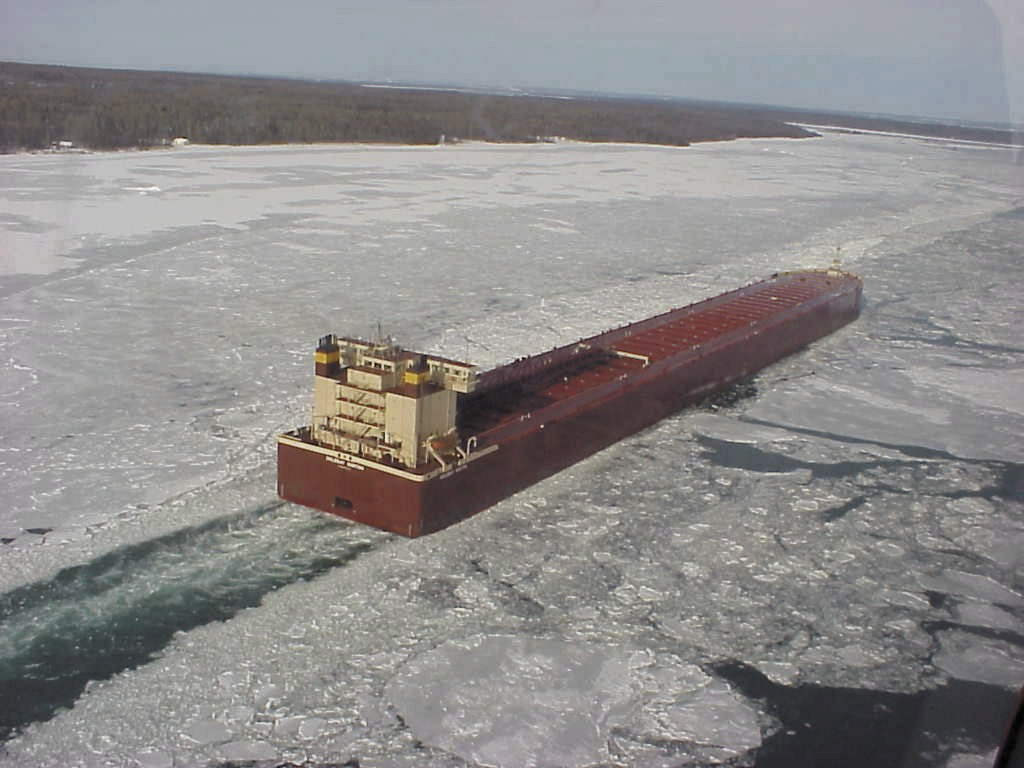
Сент-Мэрис зимой